# ديفيد إيما
ديفيد إيما (بالإنجليزية: David Emma)‏ هو لاعب هوكي الجليد أمريكي، ولد في 14 يناير 1969 في كرانستون في الولايات المتحدة.

## وصلات خارجية
- ديفيد إيما على موقع دوري الهوكي الوطني (الإنجليزية)
- ديفيد إيما على موقع EliteProspects.com (الإنجليزية)
- ديفيد إيما على موقع HockeyDB.com (الإنجليزية)
- ديفيد إيما على موقع Hockey-Reference.com (الإنجليزية)
- ديفيد إيما على موقع اللجنة الأولمبية الدولية (الإنجليزية)
- ديفيد إيما على موقع أوليمبيديا (الإنجليزية)